# 摂津市立別府小学校
摂津市立別府小学校（せっつしりつ べふ しょうがっこう）は、大阪府摂津市にある公立小学校。安威川のすぐ南側に位置しており、堤防が校庭の一部になっている。食育や読書指導に力を入れている。

## 沿革
- 1972年 - 開校。

## 交通
- 阪急京都線 正雀駅から約1.6km。
- 大阪モノレール 南摂津駅から約1.5km。